# Gilda Holst
Gilda Holst Molestina (Guayaquil, 3 de junio de 1952 - 22 de octubre de 2024) fue una escritora y catedrática ecuatoriana. Su narrativa destacó por el uso del humor y la ironía, además del tratamiento de temáticas relacionadas con la inequidad de género.

## Biografía
Nació en 1952 en Guayaquil, provincia de Guayas. Realizó sus estudios secundarios en el Colegio Americano y los superiores en la Universidad Católica de Santiago de Guayaquil, donde obtuvo en 1984 el título de licenciada en literatura.
Holst inició su carrera literaria en la década de 1980. En 1985 ingresó a los talleres literarios del escritor Miguel Donoso Pareja. Su primer libro de relatos, Más sin nombre que nunca, fue publicado en 1989 e incluyó el cuento Reunión, cuya trama sigue a una mujer que es rechazada por su esposo y amigos debido a su olor corporal y que recibió gran interés crítico por su exploración de la perspectiva femenina en ambientes masculinos.
También se dedicó a la docencia, laborando varios años como profesora de literatura en la Universidad Católica de Guayaquil, donde eventualmente dirigió la Escuela de Letras.
Sobre su escritura, el escritor venezolano, José Balza apunta sobre Holst: "(...) posee un idioma aéreo y sugerente; maneja la descripción y el diálogo breve como incisiones de estilo; opera sobre el magnetismo de la ciudad, del río y las playas. El humor y la ternura se sustituyen en sus anécdotas. Y sin embargo, la densidad de sus percepciones convierte sus narraciones en un nuevo estrato de la sensibilidad literaria. Gil Holst escribe lo que nadie entre nosotros ha pensado todavía".
Su obra completa fue publicada por la Editorial Cadáver Exquisito en 2021.
Falleció el mediodía del 22 de octubre de 2024, luego de una larga lucha contra el cáncer.

## Obras
Su producción literaria engloba las siguientes obras:
Cuentos
- Más sin nombre que nunca (1989)
- Turba de signos (1995)
- Bumerán (2006)

Novela
- Dar con ella (2000)

Antologías en las que aparece
- El lugar de las palabras (Guayaquil, 1986).
- El muro y la intemperie (Hanover, 1989).
- El libro de los abuelos (Guayaquil, 1990).
- Así en la tierra como en los sueños (Quito, 1991).
- ¡A que sí! (1993)
- Cuento contigo (Guayaquil, 1993).
- Veintiún cuentistas ecuatorianos (Quito, 1996)
- Antología de narradoras ecuatorianas (Guayaquil 1997)
- Cuento latinoamericano del siglo XXI (México, 1997)
- Dos veces buenos # 2. Más cuentos breves latinoamericanos (Buenos Aires, 1997)
- Cruel fictions, cruel realities, short stories by latinoamerican women writers (Pittsburgh, 1997)
- 40 cuentos ecuatorianos (Guayaquil, 1997).
- Antología básica del cuento ecuatoriano (Quito, 1998)
- Cuento ecuatoriano de finales del siglo XX (Quito, 1999)
- Cuento ecuatoriano contemporáneo (México, 2001)
- Gilda Holst: Obra Completa (Guayaquil, 2021)